# Tryptyk z Zarzecza
Tryptyk z Zarzecza, Tryptyk ze świętymi Konradem i Cyprianem – gotycka nastawa ołtarzowa z początku XVI wieku pochodząca z Zarzecza na Śląsku Cieszyńskim.

## Historia
Tryptyk ze świętymi Konradem i Cyprianem powstał na początku XVI wieku w którejś z pracowni na Śląsku, być może we Wrocławiu. Może to być dzieło Mistrza z Żagania lub Mistrza z Gościeszowic. Zdaniem Tadeusza Dobrowolskiego, tryptyk pierwotnie znajdował się w kościele św. Barbary w Strumieniu na Śląsku Cieszyńskim, a następnie w przydrożnej kaplicy w Zarzeczu. Został zakupiony do powstającej w 1928 roku kolekcji Muzeum Śląskiego w Katowicach. Współczesny nr inwentarzowy MŚK/SzM/712.

## Opis
Tryptyk z Zarzecza stanowi nastawę ołtarzową wysokości 142 cm. Szerokość z otwartymi skrzydłami 176 cm. Szafa środkowa ma szerokość 88 cm, szerokość każdego z lic 44 cm. Brak oryginalnej figury. Malunek wykonano temperami na drewnie. Użyto również złota. Na lewym otwartym skrzydle tryptyku postać św. Konrada z Konstancji, na lewym św. Cyprian z Kartaginy, identyfikowany pierwotnie przez Dobrowolskiego jako św. Albert Wielki. Henryk Pyka uważa, iż może to być św. Ulryk z Augsburga, ze względu na wpływy niemieckie na Śląsku.
Para świętych na odwrociu skrzydeł była identyfikowana przez Dobrowolskiego ze świętymi Lucjuszem i Emeritą. Kult ten nie był jednak znany na Śląsku. Jest to więc być może św. Junius i jego siostra.

## Galeria

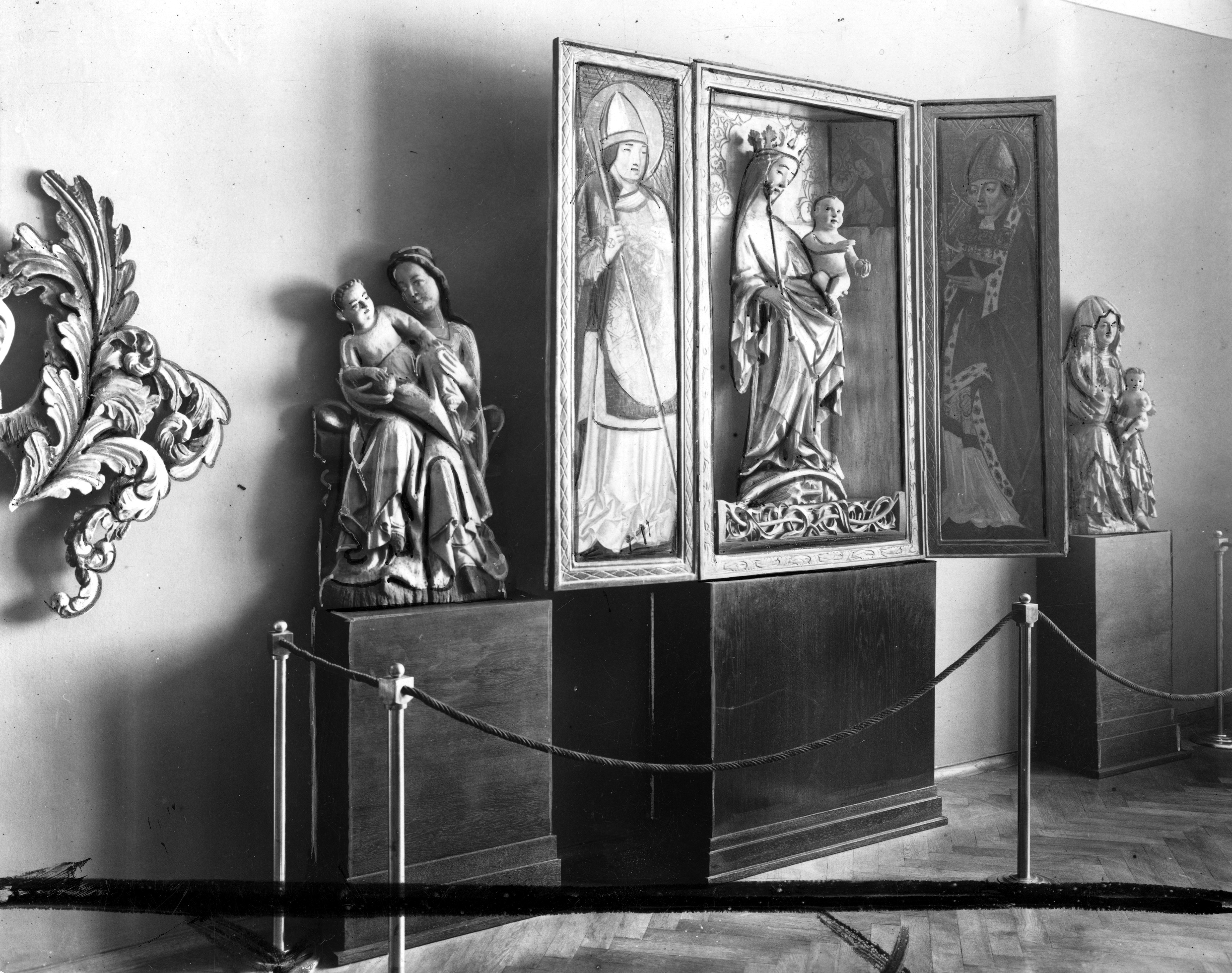
Tryptyk na zdjęciu przedwojennym
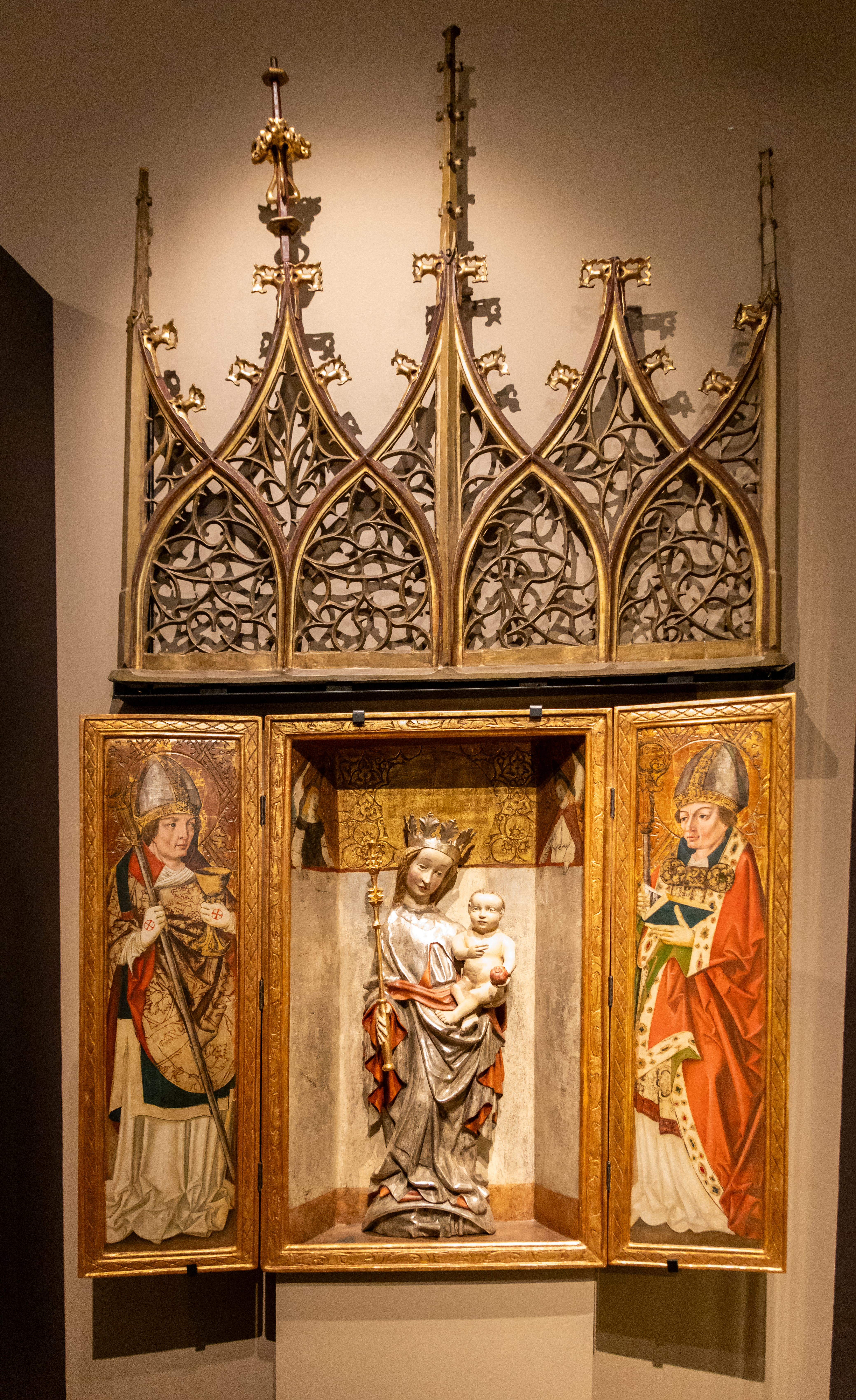
Wystawa w Muzeum Śląskim, 2024